# إيزي يانوكا
إيزي يانوكا (بالعبرية: יצחק (איזי) ינוקא‏) (توفي في 8 أبريل 2023) سفير إسرائيل في الكاميرون.
شغل يانوكا منصب سفير إسرائيل لدى ساحل العاج،  وتوغو وبنين وبوركينا فاسو، من عام 2013 حتى عام 2016. وفي عام 2010، رفضت الحكومة الأنغولية استقبال يانوكا مثلي الجنس بشكل علني كسفير جديد بسبب ميوله الجنسية.
تزوج يانوكا من زوجه الحاخام "ميكي غولدشتاين" في التسعينيات،  مما جعل الأخير أول زوج مثلي لمبعوث إسرائيلي.
توفي في 10 أبريل 2023.